# 金樓子
金楼子是成書於南朝梁的一本著作，作者是梁元帝。金楼子原本共有十卷，明朝中后期時該書就有文章丟失，目前留有六卷。該書內容比較雜，還有源自周朝、秦朝的史料。梁元帝自号“金楼子”，該書的名字就來自於此。